# Eleições europeias de 2014 em Santa Maria da Feira

## «Resultados Oficiais
| Partido                 | Partido                               | Votos   | %               | +/-   |
| ----------------------- | ------------------------------------- | ------- | --------------- | ----- |
|                         | Partido Socialista                    | 15 629  | 34,52 / 100,00  | 4,94  |
|                         | Aliança Portugal                      | 13 894  | 30,69 / 100,00  | 11,94 |
|                         | Partido da Terra                      | 3 965   | 8,76 / 100,00   | 8,28  |
|                         | Coligação Democrática Unitária        | 2 542   | 5,62 / 100,00   | 0,28  |
|                         | Bloco de Esquerda                     | 1 967   | 4,34 / 100,00   | 5,75  |
|                         | PCTP/MRPP                             | 713     | 1,57 / 100,00   | 0,15  |
|                         | LIVRE                                 | 696     | 1,54 / 100,00   | Novo  |
|                         | Partido pelos Animais e pela Natureza | 543     | 1,20 / 100,00   | Novo  |
|                         | Outros                                | 1 599   | 3,53 / 100,00   |       |
| Votos Inválidos         | Votos Inválidos                       | 3 723   | 8,22 / 100,00   | 1,35  |
| Total                   | Total                                 | 45 271  | 100,00 / 100,00 |       |
| Eleitorado/Participação | Eleitorado/Participação               | 125 739 | 36,00 / 100,00  | 2,55  |

## Resultados por Freguesia
Os resultados seguintes referem-se aos partidos que obtiveram mais de 1,00% dos votos:
| Freguesia                       | %     | %     | %     | %     | %    | %    | %    | %    | Votantes |
| Freguesia                       | PS    | AP    | MPT   | CDU   | BE   | PCTP | L    | PAN  | Votantes |
| ------------------------------- | ----- | ----- | ----- | ----- | ---- | ---- | ---- | ---- | -------- |
| Argoncilhe                      | 32,95 | 33,63 | 8,36  | 4,38  | 4,15 | 1,38 | 1,82 | 1,25 | 2 965    |
| Arrifana                        | 38,83 | 27,02 | 8,22  | 4,64  | 3,59 | 1,56 | 1,20 | 1,01 | 2 761    |
| Caldas de São Jorge e Pigeiros  | 36,41 | 27,49 | 7,35  | 7,11  | 3,16 | 1,50 | 2,05 | 1,34 | 1 266    |
| Canedo, Vale e Vila Maior       | 26,42 | 42,78 | 7,26  | 3,95  | 4,04 | 1,72 | 1,12 | 1,37 | 2 328    |
| Escapães                        | 32,75 | 32,75 | 8,89  | 6,18  | 3,67 | 1,26 | 2,22 | 0,77 | 1 035    |
| Fiães                           | 38,26 | 26,46 | 7,85  | 8,81  | 4,90 | 1,87 | 1,20 | 0,92 | 2 509    |
| Fornos                          | 32,83 | 29,53 | 9,81  | 6,71  | 4,40 | 1,60 | 2,20 | 0,70 | 999      |
| Lobão, Gião, Louredo e Guisande | 29,75 | 38,97 | 8,57  | 3,71  | 3,47 | 1,19 | 1,63 | 1,33 | 2 941    |
| Lourosa                         | 38,64 | 29,23 | 9,60  | 3,91  | 4,40 | 1,39 | 1,26 | 1,07 | 3 093    |
| Milheirós de Poiares            | 38,07 | 27,48 | 9,47  | 5,51  | 2,93 | 1,81 | 1,64 | 0,95 | 1 161    |
| Mozelos                         | 36,88 | 26,55 | 9,30  | 6,32  | 5,13 | 2,03 | 1,35 | 1,07 | 2 516    |
| Nogueira da Regedoura           | 35,11 | 31,69 | 7,57  | 6,69  | 4,36 | 1,09 | 1,71 | 1,45 | 1 928    |
| Paços de Brandão                | 29,17 | 38,53 | 7,85  | 4,52  | 4,11 | 1,61 | 1,35 | 0,99 | 1 923    |
| Rio Meão                        | 35,22 | 30,27 | 8,42  | 5,67  | 4,02 | 1,49 | 1,32 | 1,65 | 1 817    |
| Romariz                         | 34,82 | 36,99 | 7,47  | 2,46  | 2,74 | 0,66 | 1,14 | 0,19 | 1 057    |
| Sanguedo                        | 33,82 | 30,82 | 8,27  | 5,91  | 2,73 | 1,55 | 1,27 | 2,27 | 1 100    |
| Santa Maria da Feira            | 30,53 | 30,50 | 10,00 | 5,47  | 5,09 | 1,48 | 2,25 | 1,48 | 5 522    |
| Santa Maria de Lamas            | 37,51 | 31,01 | 7,88  | 4,21  | 4,88 | 1,55 | 1,49 | 1,60 | 1 877    |
| São João de Ver                 | 38,11 | 23,55 | 10,43 | 6,47  | 6,30 | 2,03 | 1,41 | 0,96 | 2 905    |
| São Miguel do Souto e Mosteirô  | 38,45 | 26,56 | 9,34  | 4,67  | 4,87 | 1,31 | 0,90 | 1,41 | 1 992    |
| São Paio de Oleiros             | 35,28 | 22,91 | 8,82  | 14,28 | 4,12 | 2,86 | 1,40 | 0,57 | 1 576    |
| Santa Maria da Feira            | 34,52 | 30,69 | 8,76  | 5,62  | 4,34 | 1,57 | 1,54 | 1,20 | 45 271   |

#### Argoncilhe
| Partido                 | Partido                               | Votos | %               | +/-   |
| ----------------------- | ------------------------------------- | ----- | --------------- | ----- |
|                         | Aliança Portugal                      | 997   | 33,63 / 100,00  | 13,56 |
|                         | Partido Socialista                    | 977   | 32,95 / 100,00  | 3,59  |
|                         | Partido da Terra                      | 248   | 8,36 / 100,00   | 7,95  |
|                         | Coligação Democrática Unitária        | 130   | 4,38 / 100,00   | 0,37  |
|                         | Bloco de Esquerda                     | 123   | 4,15 / 100,00   | 4,67  |
|                         | LIVRE                                 | 54    | 1,82 / 100,00   | Novo  |
|                         | PCTP/MRPP                             | 41    | 1,38 / 100,00   | 0,07  |
|                         | Partido pelos Animais e pela Natureza | 37    | 1,25 / 100,00   | Novo  |
|                         | Outros                                | 105   | 3,55 / 100,00   |       |
| Votos Inválidos         | Votos Inválidos                       | 253   | 8,53 / 100,00   | 2,29  |
| Total                   | Total                                 | 2 965 | 100,00 / 100,00 |       |
| Eleitorado/Participação | Eleitorado/Participação               | 7 515 | 39,45 / 100,00  | 3,44  |

#### Arrifana
| Partido                 | Partido                               | Votos | %               | +/-   |
| ----------------------- | ------------------------------------- | ----- | --------------- | ----- |
|                         | Partido Socialista                    | 1 072 | 38,83 / 100,00  | 2,19  |
|                         | Aliança Portugal                      | 746   | 27,02 / 100,00  | 10,21 |
|                         | Partido da Terra                      | 227   | 8,22 / 100,00   | 7,67  |
|                         | Coligação Democrática Unitária        | 128   | 4,64 / 100,00   | 0,22  |
|                         | Bloco de Esquerda                     | 99    | 3,59 / 100,00   | 6,88  |
|                         | Partido da Nova Democracia            | 73    | 2,64 / 100,00   | -     |
|                         | PCTP/MRPP                             | 43    | 1,56 / 100,00   | 0,65  |
|                         | LIVRE                                 | 33    | 1,20 / 100,00   | Novo  |
|                         | Partido pelos Animais e pela Natureza | 28    | 1,01 / 100,00   | Novo  |
|                         | Outros                                | 60    | 2,17 / 100,00   |       |
| Votos Inválidos         | Votos Inválidos                       | 252   | 9,13 / 100,00   | 2,03  |
| Total                   | Total                                 | 2 761 | 100,00 / 100,00 |       |
| Eleitorado/Participação | Eleitorado/Participação               | 5 763 | 47,91 / 100,00  | 9,91  |

#### Caldas de São Jorge e Pigeiros
| Partido                 | Partido                               | Votos | %               |
| ----------------------- | ------------------------------------- | ----- | --------------- |
|                         | Partido Socialista                    | 461   | 36,41 / 100,00  |
|                         | Aliança Portugal                      | 348   | 27,49 / 100,00  |
|                         | Partido da Terra                      | 93    | 7,35 / 100,00   |
|                         | Coligação Democrática Unitária        | 90    | 7,11 / 100,00   |
|                         | Bloco de Esquerda                     | 40    | 3,16 / 100,00   |
|                         | LIVRE                                 | 26    | 2,05 / 100,00   |
|                         | PCTP/MRPP                             | 19    | 1,50 / 100,00   |
|                         | Partido pelos Animais e pela Natureza | 17    | 1,34 / 100,00   |
|                         | Outros                                | 42    | 3,31 / 100,00   |
| Votos Inválidos         | Votos Inválidos                       | 130   | 10,27 / 100,00  |
| Total                   | Total                                 | 1 266 | 100,00 / 100,00 |
| Eleitorado/Participação | Eleitorado/Participação               | 3 677 | 34,43 / 100,00  |

#### Canedo, Vale e Vila Maior
| Partido                 | Partido                               | Votos | %               |
| ----------------------- | ------------------------------------- | ----- | --------------- |
|                         | Aliança Portugal                      | 996   | 42,78 / 100,00  |
|                         | Partido Socialista                    | 615   | 26,42 / 100,00  |
|                         | Partido da Terra                      | 169   | 7,26 / 100,00   |
|                         | Bloco de Esquerda                     | 94    | 4,04 / 100,00   |
|                         | Coligação Democrática Unitária        | 92    | 3,95 / 100,00   |
|                         | PCTP/MRPP                             | 40    | 1,72 / 100,00   |
|                         | Partido pelos Animais e pela Natureza | 32    | 1,37 / 100,00   |
|                         | Partido Trabalhista Português         | 27    | 1,16 / 100,00   |
|                         | LIVRE                                 | 26    | 1,12 / 100,00   |
|                         | Outros                                | 62    | 2,65 / 100,00   |
| Votos Inválidos         | Votos Inválidos                       | 175   | 7,52 / 100,00   |
| Total                   | Total                                 | 2 328 | 100,00 / 100,00 |
| Eleitorado/Participação | Eleitorado/Participação               | 9 010 | 25,84 / 100,00  |

#### Escapães
| Partido                 | Partido                        | Votos | %               | +/-   |
| ----------------------- | ------------------------------ | ----- | --------------- | ----- |
|                         | Partido Socialista             | 339   | 32,75 / 100,00  | 5,44  |
|                         | Aliança Portugal               | 339   | 32,75 / 100,00  | 10,92 |
|                         | Partido da Terra               | 92    | 8,89 / 100,00   | 8,32  |
|                         | Coligação Democrática Unitária | 64    | 6,18 / 100,00   | 1,99  |
|                         | Bloco de Esquerda              | 38    | 3,67 / 100,00   | 8,13  |
|                         | LIVRE                          | 23    | 2,22 / 100,00   | Novo  |
|                         | PCTP/MRPP                      | 13    | 1,26 / 100,00   | 0,26  |
|                         | Outros                         | 39    | 3,75 / 100,00   |       |
| Votos Inválidos         | Votos Inválidos                | 88    | 8,50 / 100,00   | 0,89  |
| Total                   | Total                          | 1 035 | 100,00 / 100,00 |       |
| Eleitorado/Participação | Eleitorado/Participação        | 2 996 | 34,55 / 100,00  | 1,89  |

#### Fiães
| Partido                 | Partido                        | Votos | %               | +/-  |
| ----------------------- | ------------------------------ | ----- | --------------- | ---- |
|                         | Partido Socialista             | 960   | 38,26 / 100,00  | 5,31 |
|                         | Aliança Portugal               | 664   | 26,46 / 100,00  | 8,19 |
|                         | Coligação Democrática Unitária | 221   | 8,81 / 100,00   | 0,97 |
|                         | Partido da Terra               | 197   | 7,85 / 100,00   | 7,30 |
|                         | Bloco de Esquerda              | 123   | 4,90 / 100,00   | 5,35 |
|                         | PCTP/MRPP                      | 47    | 1,87 / 100,00   | 0,20 |
|                         | LIVRE                          | 30    | 1,20 / 100,00   | Novo |
|                         | Outros                         | 93    | 3,72 / 100,00   |      |
| Votos Inválidos         | Votos Inválidos                | 174   | 6,93 / 100,00   | 0,75 |
| Total                   | Total                          | 2 509 | 100,00 / 100,00 |      |
| Eleitorado/Participação | Eleitorado/Participação        | 7 149 | 35,10 / 100,00  | 5,87 |

#### Fornos
| Partido                 | Partido                        | Votos | %               | +/-   |
| ----------------------- | ------------------------------ | ----- | --------------- | ----- |
|                         | Partido Socialista             | 328   | 32,83 / 100,00  | 5,85  |
|                         | Aliança Portugal               | 295   | 29,53 / 100,00  | 14,31 |
|                         | Partido da Terra               | 98    | 9,81 / 100,00   | 9,49  |
|                         | Coligação Democrática Unitária | 67    | 6,71 / 100,00   | 0,24  |
|                         | Bloco de Esquerda              | 44    | 4,40 / 100,00   | 6,24  |
|                         | LIVRE                          | 22    | 2,20 / 100,00   | Novo  |
|                         | PCTP/MRPP                      | 16    | 1,60 / 100,00   | 0,23  |
|                         | Outros                         | 45    | 4,50 / 100,00   |       |
| Votos Inválidos         | Votos Inválidos                | 84    | 8,41 / 100,00   | 1,24  |
| Total                   | Total                          | 999   | 100,00 / 100,00 |       |
| Eleitorado/Participação | Eleitorado/Participação        | 2 972 | 33,61 / 100,00  | 1,89  |

#### Lobão, Gião, Louredo e Guisande
| Partido                 | Partido                               | Votos | %               |
| ----------------------- | ------------------------------------- | ----- | --------------- |
|                         | Aliança Portugal                      | 1 146 | 38,97 / 100,00  |
|                         | Partido Socialista                    | 875   | 29,75 / 100,00  |
|                         | Partido da Terra                      | 252   | 8,57 / 100,00   |
|                         | Coligação Democrática Unitária        | 109   | 3,71 / 100,00   |
|                         | Bloco de Esquerda                     | 102   | 3,47 / 100,00   |
|                         | LIVRE                                 | 48    | 1,63 / 100,00   |
|                         | Partido pelos Animais e pela Natureza | 39    | 1,33 / 100,00   |
|                         | PCTP/MRPP                             | 35    | 1,19 / 100,00   |
|                         | Partido da Nova Democracia            | 33    | 1,12 / 100,00   |
|                         | Outros                                | 82    | 2,79 / 100,00   |
| Votos Inválidos         | Votos Inválidos                       | 220   | 7,48 / 100,00   |
| Total                   | Total                                 | 2 941 | 100,00 / 100,00 |
| Eleitorado/Participação | Eleitorado/Participação               | 9 725 | 30,24 / 100,00  |

#### Lourosa
| Partido                 | Partido                               | Votos | %               | +/-   |
| ----------------------- | ------------------------------------- | ----- | --------------- | ----- |
|                         | Partido Socialista                    | 1 195 | 38,64 / 100,00  | 5,84  |
|                         | Aliança Portugal                      | 904   | 29,23 / 100,00  | 11,29 |
|                         | Partido da Terra                      | 297   | 9,60 / 100,00   | 9,05  |
|                         | Bloco de Esquerda                     | 136   | 4,40 / 100,00   | 6,56  |
|                         | Coligação Democrática Unitária        | 121   | 3,91 / 100,00   | 0,32  |
|                         | PCTP/MRPP                             | 43    | 1,39 / 100,00   | 0,08  |
|                         | LIVRE                                 | 39    | 1,26 / 100,00   | Novo  |
|                         | Partido pelos Animais e pela Natureza | 33    | 1,07 / 100,00   | Novo  |
|                         | Outros                                | 117   | 3,76 / 100,00   |       |
| Votos Inválidos         | Votos Inválidos                       | 208   | 6,72 / 100,00   | 0,20  |
| Total                   | Total                                 | 3 093 | 100,00 / 100,00 |       |
| Eleitorado/Participação | Eleitorado/Participação               | 7 991 | 38,71 / 100,00  | 1,76  |

#### Milheirós de Poiares
| Partido                 | Partido                        | Votos | %               | +/-   |
| ----------------------- | ------------------------------ | ----- | --------------- | ----- |
|                         | Partido Socialista             | 442   | 38,07 / 100,00  | 4,56  |
|                         | Aliança Portugal               | 319   | 27,48 / 100,00  | 10,19 |
|                         | Partido da Terra               | 110   | 9,47 / 100,00   | 8,95  |
|                         | Coligação Democrática Unitária | 64    | 5,51 / 100,00   | 0,13  |
|                         | Bloco de Esquerda              | 34    | 2,93 / 100,00   | 5,40  |
|                         | PCTP/MRPP                      | 21    | 1,81 / 100,00   | 0,77  |
|                         | LIVRE                          | 19    | 1,64 / 100,00   | Novo  |
|                         | Partido da Nova Democracia     | 12    | 1,03 / 100,00   | -     |
|                         | Outros                         | 46    | 4,06 / 100,00   |       |
| Votos Inválidos         | Votos Inválidos                | 93    | 8,01 / 100,00   | 1,10  |
| Total                   | Total                          | 1 161 | 100,00 / 100,00 |       |
| Eleitorado/Participação | Eleitorado/Participação        | 3 323 | 34,94 / 100,00  | 0,96  |

#### Mozelos
| Partido                 | Partido                               | Votos | %               | +/-  |
| ----------------------- | ------------------------------------- | ----- | --------------- | ---- |
|                         | Partido Socialista                    | 928   | 36,88 / 100,00  | 4,09 |
|                         | Aliança Portugal                      | 668   | 26,55 / 100,00  | 9,37 |
|                         | Partido da Terra                      | 234   | 9,30 / 100,00   | 8,99 |
|                         | Coligação Democrática Unitária        | 159   | 6,32 / 100,00   | 0,29 |
|                         | Bloco de Esquerda                     | 129   | 5,13 / 100,00   | 6,66 |
|                         | PCTP/MRPP                             | 51    | 2,03 / 100,00   | 0,41 |
|                         | LIVRE                                 | 34    | 1,35 / 100,00   | Novo |
|                         | Partido Trabalhista Português         | 28    | 1,11 / 100,00   | Novo |
|                         | Partido pelos Animais e pela Natureza |       | 1,07 / 100,00   | Novo |
|                         | Outros                                | 69    | 2,75 / 100,00   |      |
| Votos Inválidos         | Votos Inválidos                       | 189   | 7,51 / 100,00   | 0,19 |
| Total                   | Total                                 | 2 516 | 100,00 / 100,00 |      |
| Eleitorado/Participação | Eleitorado/Participação               | 6 205 | 40,55 / 100,00  | 3,84 |

#### Nogueira da Regedoura
| Partido                 | Partido                               | Votos | %               | +/-   |
| ----------------------- | ------------------------------------- | ----- | --------------- | ----- |
|                         | Partido Socialista                    | 677   | 35,11 / 100,00  | 4,90  |
|                         | Aliança Portugal                      | 611   | 31,69 / 100,00  | 10,37 |
|                         | Partido da Terra                      | 146   | 7,57 / 100,00   | 6,92  |
|                         | Coligação Democrática Unitária        | 129   | 6,69 / 100,00   | 1,52  |
|                         | Bloco de Esquerda                     | 84    | 4,36 / 100,00   | 5,71  |
|                         | LIVRE                                 | 33    | 1,71 / 100,00   | Novo  |
|                         | Partido pelos Animais e pela Natureza | 28    | 1,45 / 100,00   | Novo  |
|                         | PCTP/MRPP                             | 21    | 1,09 / 100,00   | 0,58  |
|                         | Partido da Nova Democracia            | 21    | 1,09 / 100,00   | -     |
|                         | Outros                                | 39    | 2,03 / 100,00   |       |
| Votos Inválidos         | Votos Inválidos                       | 139   | 7,21 / 100,00   | 0,86  |
| Total                   | Total                                 | 1 928 | 100,00 / 100,00 |       |
| Eleitorado/Participação | Eleitorado/Participação               | 4 953 | 38,93 / 100,00  | 1,85  |

#### Paços de Brandão
| Partido                 | Partido                        | Votos | %               | +/-   |
| ----------------------- | ------------------------------ | ----- | --------------- | ----- |
|                         | Aliança Portugal               | 741   | 38,53 / 100,00  | 12,88 |
|                         | Partido Socialista             | 561   | 29,17 / 100,00  | 7,69  |
|                         | Partido da Terra               | 151   | 7,85 / 100,00   | 7,28  |
|                         | Coligação Democrática Unitária | 87    | 4,52 / 100,00   | 0,08  |
|                         | Bloco de Esquerda              | 79    | 4,11 / 100,00   | 5,71  |
|                         | PCTP/MRPP                      | 31    | 1,61 / 100,00   | 0,19  |
|                         | LIVRE                          | 26    | 1,35 / 100,00   | Novo  |
|                         | Outros                         | 72    | 3,74 / 100,00   |       |
| Votos Inválidos         | Votos Inválidos                | 175   | 9,10 / 100,00   | 1,35  |
| Total                   | Total                          | 1 923 | 100,00 / 100,00 |       |
| Eleitorado/Participação | Eleitorado/Participação        | 4 360 | 44,11 / 100,00  | 4,30  |

#### Rio Meão
| Partido                 | Partido                               | Votos | %               | +/-   |
| ----------------------- | ------------------------------------- | ----- | --------------- | ----- |
|                         | Partido Socialista                    | 640   | 35,22 / 100,00  | 5,34  |
|                         | Aliança Portugal                      | 550   | 30,27 / 100,00  | 13,66 |
|                         | Partido da Terra                      | 153   | 8,42 / 100,00   | 8,19  |
|                         | Coligação Democrática Unitária        | 103   | 5,67 / 100,00   | 0,51  |
|                         | Bloco de Esquerda                     | 73    | 4,02 / 100,00   | 4,30  |
|                         | Partido pelos Animais e pela Natureza | 30    | 1,65 / 100,00   | Novo  |
|                         | PCTP/MRPP                             | 27    | 1,49 / 100,00   | 0,33  |
|                         | LIVRE                                 | 24    | 1,32 / 100,00   | Novo  |
|                         | Outros                                | 58    | 3,21 / 100,00   |       |
| Votos Inválidos         | Votos Inválidos                       | 159   | 8,75 / 100,00   | 1,02  |
| Total                   | Total                                 | 1 817 | 100,00 / 100,00 |       |
| Eleitorado/Participação | Eleitorado/Participação               | 4 424 | 41,07 / 100,00  | 2,60  |

#### Romariz
| Partido                 | Partido                        | Votos | %               | +/-   |
| ----------------------- | ------------------------------ | ----- | --------------- | ----- |
|                         | Aliança Portugal               | 391   | 36,99 / 100,00  | 10,32 |
|                         | Partido Socialista             | 368   | 34,82 / 100,00  | 4,58  |
|                         | Partido da Terra               | 79    | 7,47 / 100,00   | 6,86  |
|                         | Bloco de Esquerda              | 29    | 2,74 / 100,00   | 2,98  |
|                         | Coligação Democrática Unitária | 26    | 2,46 / 100,00   | 0,29  |
|                         | Partido Trabalhista Português  | 13    | 1,23 / 100,00   | Novo  |
|                         | LIVRE                          | 12    | 1,14 / 100,00   | Novo  |
|                         | Partido da Nova Democracia     | 11    | 1,04 / 100,00   | -     |
|                         | Outros                         | 33    | 3,11 / 100,00   |       |
| Votos Inválidos         | Votos Inválidos                | 95    | 8,99 / 100,00   | 3,70  |
| Total                   | Total                          | 1 057 | 100,00 / 100,00 |       |
| Eleitorado/Participação | Eleitorado/Participação        | 3 154 | 33,51 / 100,00  | 1,77  |

#### Sanguedo
| Partido                 | Partido                               | Votos | %               | +/-   |
| ----------------------- | ------------------------------------- | ----- | --------------- | ----- |
|                         | Partido Socialista                    | 372   | 33,82 / 100,00  | 8,49  |
|                         | Aliança Portugal                      | 339   | 30,82 / 100,00  | 17,59 |
|                         | Partido da Terra                      | 91    | 8,27 / 100,00   | 7,94  |
|                         | Coligação Democrática Unitária        | 65    | 5,91 / 100,00   | 1,48  |
|                         | Bloco de Esquerda                     | 30    | 2,73 / 100,00   | 6,97  |
|                         | Partido pelos Animais e pela Natureza | 25    | 2,27 / 100,00   | Novo  |
|                         | PCTP/MRPP                             | 17    | 1,55 / 100,00   | 0,04  |
|                         | LIVRE                                 | 14    | 1,27 / 100,00   | Novo  |
|                         | Partido da Nova Democracia            | 12    | 1,09 / 100,00   | -     |
|                         | Outros                                | 46    | 3,10 / 100,00   |       |
| Votos Inválidos         | Votos Inválidos                       | 101   | 9,18 / 100,00   | 1,83  |
| Total                   | Total                                 | 1 100 | 100,00 / 100,00 |       |
| Eleitorado/Participação | Eleitorado/Participação               | 3 148 | 34,94 / 100,00  | 4,73  |

#### Santa Maria da Feira
| Partido                 | Partido                               | Votos  | %               |
| ----------------------- | ------------------------------------- | ------ | --------------- |
|                         | Partido Socialista                    | 1 686  | 30,53 / 100,00  |
|                         | Aliança Portugal                      | 1 684  | 30,50 / 100,00  |
|                         | Partido da Terra                      | 552    | 10,00 / 100,00  |
|                         | Coligação Democrática Unitária        | 302    | 5,47 / 100,00   |
|                         | Bloco de Esquerda                     | 281    | 5,09 / 100,00   |
|                         | LIVRE                                 | 124    | 2,25 / 100,00   |
|                         | Partido pelos Animais e pela Natureza | 82     | 1,48 / 100,00   |
|                         | PCTP/MRPP                             | 82     | 1,48 / 100,00   |
|                         | Outros                                | 173    | 3,12 / 100,00   |
| Votos Inválidos         | Votos Inválidos                       | 556    | 10,07 / 100,00  |
| Total                   | Total                                 | 5 522  | 100,00 / 100,00 |
| Eleitorado/Participação | Eleitorado/Participação               | 16 103 | 34,29 / 100,00  |

#### Santa Maria de Lamas
| Partido                 | Partido                               | Votos | %               | +/-   |
| ----------------------- | ------------------------------------- | ----- | --------------- | ----- |
|                         | Partido Socialista                    | 704   | 37,51 / 100,00  | 5,76  |
|                         | Aliança Portugal                      | 582   | 31,01 / 100,00  | 11,82 |
|                         | Partido da Terra                      | 148   | 7,88 / 100,00   | 7,32  |
|                         | Bloco de Esquerda                     | 84    | 4,48 / 100,00   | 5,39  |
|                         | Coligação Democrática Unitária        | 79    | 4,21 / 100,00   | 0,68  |
|                         | Partido pelos Animais e pela Natureza | 30    | 1,60 / 100,00   | Novo  |
|                         | PCTP/MRPP                             | 29    | 1,55 / 100,00   | 0,29  |
|                         | LIVRE                                 | 28    | 1,49 / 100,00   | Novo  |
|                         | Outros                                | 51    | 2,71 / 100,00   |       |
| Votos Inválidos         | Votos Inválidos                       | 142   | 7,57 / 100,00   | 1,47  |
| Total                   | Total                                 | 1 877 | 100,00 / 100,00 |       |
| Eleitorado/Participação | Eleitorado/Participação               | 4 666 | 40,23 / 100,00  | 4,68  |

#### São João de Ver
| Partido                 | Partido                        | Votos | %               | +/-  |
| ----------------------- | ------------------------------ | ----- | --------------- | ---- |
|                         | Partido Socialista             | 1 107 | 38,11 / 100,00  | 3,23 |
|                         | Aliança Portugal               | 684   | 23,55 / 100,00  | 7,85 |
|                         | Partido da Terra               | 303   | 10,43 / 100,00  | 9,99 |
|                         | Coligação Democrática Unitária | 188   | 6,47 / 100,00   | 0,54 |
|                         | Bloco de Esquerda              | 183   | 6,30 / 100,00   | 6,15 |
|                         | PCTP/MRPP                      | 59    | 2,03 / 100,00   | 0,66 |
|                         | LIVRE                          | 41    | 1,41 / 100,00   | Novo |
|                         | Outros                         | 128   | 4,41 / 100,00   |      |
| Votos Inválidos         | Votos Inválidos                | 212   | 7,30 / 100,00   | 0,74 |
| Total                   | Total                          | 2 905 | 100,00 / 100,00 |      |
| Eleitorado/Participação | Eleitorado/Participação        | 8 923 | 32,56 / 100,00  | 2,87 |

#### São Miguel do Souto e Mosteirô
| Partido                 | Partido                               | Votos | %               |
| ----------------------- | ------------------------------------- | ----- | --------------- |
|                         | Partido Socialista                    | 766   | 38,45 / 100,00  |
|                         | Aliança Portugal                      | 529   | 26,56 / 100,00  |
|                         | Partido da Terra                      | 186   | 9,34 / 100,00   |
|                         | Bloco de Esquerda                     | 97    | 4,87 / 100,00   |
|                         | Coligação Democrática Unitária        | 93    | 4,67 / 100,00   |
|                         | Partido pelos Animais e pela Natureza | 28    | 1,41 / 100,00   |
|                         | PCTP/MRPP                             | 26    | 1,31 / 100,00   |
|                         | Partido Trabalhista Português         | 24    | 1,20 / 100,00   |
|                         | Outros                                | 73    | 3,65 / 100,00   |
| Votos Inválidos         | Votos Inválidos                       | 170   | 8,54 / 100,00   |
| Total                   | Total                                 | 1 992 | 100,00 / 100,00 |
| Eleitorado/Participação | Eleitorado/Participação               | 6 171 | 32,28 / 100,00  |

#### São Paio de Oleiros
| Partido                 | Partido                        | Votos | %               | +/-  |
| ----------------------- | ------------------------------ | ----- | --------------- | ---- |
|                         | Partido Socialista             | 556   | 35,28 / 100,00  | 6,39 |
|                         | Aliança Portugal               | 361   | 22,91 / 100,00  | 9,22 |
|                         | Coligação Democrática Unitária | 225   | 14,28 / 100,00  | 2,43 |
|                         | Partido da Terra               | 139   | 8,82 / 100,00   | 8,36 |
|                         | Bloco de Esquerda              | 65    | 4,12 / 100,00   | 6,09 |
|                         | PCTP/MRPP                      | 45    | 2,86 / 100,00   | 0,48 |
|                         | LIVRE                          | 22    | 1,40 / 100,00   | Novo |
|                         | Outros                         | 55    | 3,49 / 100,00   |      |
| Votos Inválidos         | Votos Inválidos                | 108   | 6,85 / 100,00   | 0,88 |
| Total                   | Total                          | 1 576 | 100,00 / 100,00 |      |
| Eleitorado/Participação | Eleitorado/Participação        | 3 511 | 44,89 / 100,00  | 2,05 |